# 353 př. n. l.

## Hlavy států
- Perská říše – Artaxerxés III. (359 – 338 př. n. l.)
- Egypt – Nachthareheb (360 – 342 př. n. l.)
- Bosporská říše – Leukon (389 – 349 př. n. l.)
- Kappadokie – Ariamnes (362 – 350 př. n. l.)
- Bithýnie – Bas (376 – 326 př. n. l.)
- Sparta – Kleomenés II. (370 – 309 př. n. l.) a Archidámos III. (360 – 338 př. n. l.)
- Athény – Diotemus (354 – 353 př. n. l.) » Thudemus (353 – 352 př. n. l.)
- Makedonie – Filip II. (359 – 336 př. n. l.)
- Epirus – Arybbas (373 – 343 př. n. l.)
- Odryská Thrácie – Cersobleptes (359 – 341 př. n. l.), Amatokos II. (359 – 351 př. n. l.), Berisades (359 – 352 př. n. l.) a Cetriporis (356 – 351 př. n. l.)
- Římská republika – konzulové C. Sulpicius Peticus a M. Valerius Poplicola (353 př. n. l.)
- Syrakusy – Calippus (354 – 352 př. n. l.)
- Kartágo – Mago III. (375 – 344 př. n. l.)